# Monterrubio de Armuña (kommunhuvudort)
Monterrubio de Armuña är en kommunhuvudort i Spanien. Den ligger i provinsen Provincia de Salamanca och regionen Kastilien och Leon, i den centrala delen av landet, 180 km väster om huvudstaden Madrid. Monterrubio de Armuña ligger 802 meter över havet och antalet invånare är 673.
Terrängen runt Monterrubio de Armuña är platt. Runt Monterrubio de Armuña är det ganska glesbefolkat, med 34 invånare per kvadratkilometer. Närmaste större samhälle är Salamanca, 6,6 km söder om Monterrubio de Armuña. Trakten runt Monterrubio de Armuña består till största delen av jordbruksmark.